# Acetato de ciproterona
El acetato de ciproterona (abreviado como CPA) (DCI), también conocido como 1,2α-metileno-6-cloro-δ6-17α-acetoxyprogesterona y vendidos bajo marcas como Androcur y Cyprostat, es un antiandrógeno esteroideo, progestina, y antigonadotropina sintético. Se utiliza principalmente en el tratamiento de condiciones relacionadas con andrógenos en virtud de su capacidad para suprimir la actividad androgénica en el cuerpo, un efecto que se media mediante la prevención de la interacción de los andrógenos endógenos con el receptor androgénico y por la supresión de la biosíntesis de andrógenos. El CPA también es usado por sus efectos progestogénicos, por ejemplo, como un componente de algunas píldoras anticonceptivas orales combinadas, como en Dianette en el Reino Unido, Diane-35 en Canadá, Bella Hexal en Alemania, Diane en Suecia, y Dixi-35 en Chile. Algunos efectos secundarios son la irritación de los pezones, náuseas, dolor de cabeza y crecimiento de los senos.

## Usos clínicos
El CPA se ha usado como antiandrógeno desde 1964, y fue el primer antiandrógeno introducido para uso clínico. Es ampliamente utilizado en toda Europa, y también se utiliza en Canadá, México y otros países. No está aprobado por la FDA para su uso en los Estados Unidos, debido a las preocupaciones por su hepatotoxicidad; en su lugar se utiliza el acetato de medroxiprogesterona en este país. El CPA ha sido aprobado para el tratamiento de cáncer de próstata, pubertad precoz, enfermedades dermatológicas relacionadas con andrógenos (como el acné, la seborrea, hirsutismo y alopecia androgénica), y para reducir el deseo sexual en los delincuentes sexuales. Formulaciones de combinación de CPA con etinilestradiol (una formulación a veces conocida como co-ciprindiol) han estado disponibles como anticonceptivos desde 1997.
Otros usos del CPA incluyen el tratamiento de la hiperplasia benigna de próstata, priapismo, hipersexualidad, parafilias, sofocos, e hiperandrogenismo en mujeres. Además, con la excepción de los Estados Unidos (donde el CPA no está disponible y la espironolactona se emplea generalmente en su lugar), el CPA se utiliza ampliamente como un componente de la terapia de reemplazo hormonal para las personas transgénero.

## Farmacología

### Perfil de actividad
El CPA es conocido por poseer la siguiente actividad farmacológica:
- Receptor androgénico (RA) antagonista/agonista parcial muy débil[7]
- Receptor de progesterona (RP) agonista (Kd = 15 nM; IC50 = 79 nM)[7][8]
- Receptor de glucocorticoides (RG) antagonista (Kd = 45 nM; IC50 = 360 nM)[8]
- Inhibidor de 21-hidroxilasa, 3beta-hidroxiesteroide deshidrogenasa (3β-HSD), 17α-hidroxilasa, y 17,20-liasa[9]
- Receptor X de pregnano (RXP) agonista (y por lo tanto un inducidor indirecto de CYP3A4 y P-glicoproteína)[10][11]

El CPA también podría tener un leve efecto inhibitorio directo en la 5α-reductasa, aunque la evidencia de esto es escasa y contradictoria. En cualquier caso, la combinación de CPA con finasteride, un potente inhibidor selectivo de la 5α-reductasa, proporciona una mejoría significativa en la efectividad en el tratamiento del hirsutismo en relación con CPA solo, lo que sugiere que si CPA tuviese cualquier efecto inhibitorio directo sobre la 5α-reductasa, no debe ser muy pronunciado.
Curiosamente, se ha encontrado que el CPA se une no-selectivamente a los receptores opioides, incluyendo los subtipos μ, δ, y κ-opioide. Se ha sugerido que la activación de los receptores opioides podría tener el potencial para explicar el efecto secundario sedatorio a veces observado en el tratamiento con CPA y/o la eficacia del CPA en el tratamiento de cefalea en racimos.

### Antiandrogénico
El CPA es un antagonista competitivo débil del receptor androgénico (RA). Bloquea directamente los andrógenos endógenos tales como la testosterona (T) y dihidrotestosterona (DHT) de la unión y activación del RA, y por lo tanto les impide ejercer sus efectos androgénicos en el cuerpo. Sin embargo, el CPA, como la espironolactona y otros antiandrógenos esteroideos tales como acetato de clormadinona y acetato de medroxiprogesterona, no es realmente un antagonista puro del RA – es decir, un antagonista silencioso – sino más bien es un agonista parcial muy débil. Clínicamente, el CPA generalmente se comporta simplemente como un antiandrógeno, ya que desplaza los andrógenos endógenos que son mucho más eficaces tales como la T y DHT de su interacción con el receptor y por lo tanto su efecto neto es por lo general la reducción de la actividad androgénica fisiológica. Pero a diferencia de los antagonistas silenciosos del RA, tales como la flutamida, el CPA, en virtud de su ligera actividad intrínseca en el receptor, es incapaz de abolir completamente la actividad androgénica en el cuerpo, y siempre mantiene al menos algún grado de la misma.
De acuerdo con su, aunque débil, capacidad para activar el RA, se ha encontrado que el CPA estimula el crecimiento de carcinomas andrógeno-sensibles en ausencia de otros andrógenos, un efecto que podría ser bloqueado con la coadministración de flutamida. Como resultado, el CPA podría no ser tan efectivo en el tratamiento de ciertas condiciones sensibles a los andrógenos tales como el cáncer de próstata en comparación con los antiandrógenos no esteroideos con un perfil de antagonista de silencioso en el RA, tales como la flutamida, bicalutamida, y enzalutamida.

### Antigonadotrópico
El CPA tiene potentes efectos antigonadotrópicos. En los seres humanos, disminuye la secreción de las gonadotropinas inducidas por la hormona liberadora de gonadotropina (GnRH), y, en consecuencia, suprime marcadamente los niveles plasmáticos de la hormona luteinizante (LH) y la hormona folículo-estimulante (FSH). En consecuencia, la progesterona (P4), androstenediona, testosterona (T), dihidrotestosterona (DHT) y estradiol (E2) también se reducen notablemente, mientras que se observa una elevación de la globulina fijadora de hormonas sexuales (SHBG) y los niveles de prolactina. Se cree que los efectos antigonadotrópicos del CPA están mediados por la sobre-estimulación del receptor de progesterona (RP). Sin embargo, su inhibición de las enzimas esteroidogénicas también podrían contribuir a su capacidad para suprimir niveles de hormonas sexuales.